# Iulian Antonescu
Iulian Antonescu (n. 26 iulie 1932, Piatra-Neamț, Neamț, România – d. 24 ianuarie 1991, București, România) a fost un profesor universitar, muzeograf, istoric și publicist, cetățean de onoare (post-mortem) al municipiilor Piatra Neamț (1999) și Bacău (2002).

## Biografie
Fiu al colonelului Gheorghe Antonescu și al profesoarei Eugenia Antonescu, a făcut studiile elementare la Piatra Neamț și Chișinău. S-a dovedit a fi un elev de excepție al Liceului „Petru Rareș” din Piatra Neamț, calitate pe care a păstrat-o și la Chișinău sau Craiova. A absolvit cu diplomă de merit Facultatea de Istorie din cadrul Universității București, formându-se ca specialist în istoria antică și medievală sub conducerea profesorilor Dionisie M. Pippidi, Emil Condurachi, M. Berzea. A fost un istoric cu preocupări în domeniul istoriei antice, dar l-au preocupat de asemenea și problemele de muzeografie. Între anii 1957-1971 a fost muzeograf și director al Muzeului regional (județean) Bacău. A contribuit, în mod esențial, la înființarea muzeelor de istorie din Piatra Neamț, Roman, Bicaz, Onești și Târgu Neamț. Și-a adus de asemeni contribuția la extinderea cercetărilor arheologice din zonă, editând totodată revista „Carpica” – prima publicație de istorie și arheologie din regiune. A fost lector și conferențiar la Institutul Pedagogic din Bacău. Strălucit orator („un bătrân vulpoi al verbului”, cum se autodefinea), a rămas în conștiința intelectualității prin ciclurile sale de conferințe, considerate adevărate evenimente cultural-artistice. A susținut conferințe și în Franța, S.U.A. și Marea Britanie. În anul 1971 a devenit director al Direcției generale a Muzeelor din România, funcție deținută până în anul 1990. A donat municipalității din Piatra Neamț clădirea în care a fost organizat ulterior Muzeul de Științe Naturale. Este înmormântat la Cimitirul „Eternitatea” din Piatra Neamț.
In memoriam
- Muzeul Județean de Istorie și Artă Bacău îi poartă numele (azi Complexul Muzeal „Iulian Antonescu” Bacău).
- O stradă în Piatra Neamț îi poartă numele.
- Fundația Cultural-Științifică ce-i poartă numele, a fost înființată la 21 martie 2000, la Bacău și a avut de la început până în prezent, ca președinte de onoare pe Eugenia Antonescu și președinte executiv pe prof.dr. Ioan Mitrea[4]. La inițiativa fundației menționate, Consiliul Local al municipiului Bacău, în mai 2002, i-a acordat, post-mortem, titlul de Cetățean de onoare al orașului Bacău[4]. O alee din zona centrală a orașului Bacău poartă numele de „Aleea Iulian Antonescu”[4].
- Începând din anul 2001, Ministerul Culturii și Cultelor a instituit și acordat anual „Premiul Iulian Antonescu” pentru muzeografie[4].

## Distincții
- Ordinul „Meritul Cultural” clasa a III-a (16 decembrie 1972) „pentru merite deosebite în opera de construire a socialismului, cu prilejul aniversării a 25 de ani de la proclamarea Republicii”[5]

## Scrieri
- Depozitul carpic de la Negri și implicațiile sale istorice, în „Carpica”, I, 1968
- Zece ani de muzeografie băcăuană, „Carpica”, I, 1968
- Curțile domnești de la Bacău, „Carpica”, II, 1969
- Săpăturile de la Gabăra, în MA, VII, 1961.

postum
- Neliniști medievale, Ed. Biblioteca Bucureștilor, București, 2010, ce cuprinde traduceri din poezia medievală, „Kormar Ogmundarson”, sec. al X-lea, „Trubaduri provensali”, sec. al XII-lea, „Godfroy de Monmouth”[3] și din vechea poezie japoneză, din secolele al XI-lea, al XIII-lea și al XVII-lea[4].

## Aprecieri
„Câți dintre cei care l-au cunoscut pe Iulică Antonescu au izbutit să treacă dincolo de măștile pe care inteligența, sensibilitatea și cultura lui le făceau să se succeadă pe fața-i nobilă și expresivă într-un adevărat joc actoricesc? Mulți interlocutori rămâneau fascinați de talentul său imitativ, de inflexiunile glasului inconfundabil și de mimica pe care și-o compunea cu o ușurință savantă. Puțini însă înțelegeau sensul ludic și ironia ascuțită sub acest divertisment la îndemâna tuturor. Căci marele intelectual nu se dezvăluia decât după o destul de îndelungată (și nebănuită) cercetare a celui cu care intra în comunicare”—Zoe Dumitrescu Bușulenga

## Legăturiexterne
- Ziarul de Bacău Iulian Antonescu și perenitatea ideilor și faptelor sale